# كولومان موسر
كولومان موسر (بالألمانية: Koloman Moser)‏ (و. 1868 – 1918 م) هو رسام، ومصمم، ومهندس معماري، وpostage stamp designer من النمسا. ولد في فيينا .
وهو عضو في حركة الانفصال الفنية .
توفي في فيينا .بسبب سرطان البروستاتا .

## روابط خارجية
- كولومان موسر على موقع الموسوعة البريطانية (الإنجليزية)
- كولومان موسر على موقع ديسكوغز (الإنجليزية)